# Tarimbecken
Das Tarimbecken (chinesisch 塔里木盆地, Pinyin Tǎlǐmù Péndì), das sich im äußersten Westen der Volksrepublik China befindet, ist mit etwa 1.020.000 km² Fläche die größte Beckenlandschaft in Zentralasien.

## Geographie
Die abflusslose Großlandschaft, die in West-Ost-Richtung etwa 1.500 km lang und in Nord-Süd-Richtung rund 600 km breit ist, befindet sich im Uigurischen Autonomen Gebiet Xinjiang zwischen 780 m Höhe (am ehemaligen Salzsee Lop Nor) im Osten und 1410 m (bei Hotan) im Süden.
Während sich das Becken im Osten über verhältnismäßig niedrige Berge zum Hauptteil von China und in Richtung Mongolei öffnet, wird es in den anderen Himmelsrichtungen von Hochgebirgen eingerahmt: Im Norden ragt der Tian Shan (Dschengisch Tschokusu, 7439 m) auf, im Westen der Pamir (Kongur, 7719 m), im Südwesten der Karakorum (K2, 8611 m) und im Süden der Kunlun (Liushi Shan, 7167 m).
Im Zentrum des Tarimbeckens, das vom Tarim in West-Ost-Richtung durchflossen wird, erstreckt sich die Wüste Taklamakan, die im Lauf der Jahrmillionen wegen des Kontinentalklimas und der geringen Niederschläge, die aus der Abschirmung der zuvor erwähnten Gebirge resultieren, entstanden ist. Den östlichen Teil des Tarimbeckens bildet die Wüste Lop Nor, die von der Taklamakan-Wüste lange Zeit durch die Flüsse Tarim und Konqui getrennt war. Diese sind heute allerdings im betreffenden Bereich ausgetrocknet.
Jenseits der Randgebirge des Tarimbeckens liegen im Westen das Ferghanatal mit dem Übergang zu Transoxanien, im Norden – von West nach Ost – die historische Region Siebenstromland, die Dsungarei sowie die Turpan-Senke und im Osten der Hexi-Korridor als Verbindung zum eigentlichen China. Im Süden liegt hinter dem Kunlun-Gebirge Tibet.

## Geologie
Unter dem Tarimbecken erstreckt sich der Tarimkraton, dessen Anfänge sich bis ins Neoarchaikum erstrecken. Durch das Andocken des Tarimkratons sowie des sich östlich anschließenden Nordchinakratons an Nordasien kam es zur Zentralasiatischen Gebirgsbildung, wobei der Süd-Tian-Shan-Ozean geschlossen wurde. Im frühen Perm wurde ein Viertel des Gebiets von einem Trapp überdeckt, der seinerseits wie das ganze Becken nach dem Perm mit starken Sedimentschichten bedeckt wurde. Durch die Nordbewegung Indiens wird der Nordrand des Tarim-Beckens unter den Tian Shan, der Südrand unter das Kunlun-Gebirge geschoben.

## Geschichte

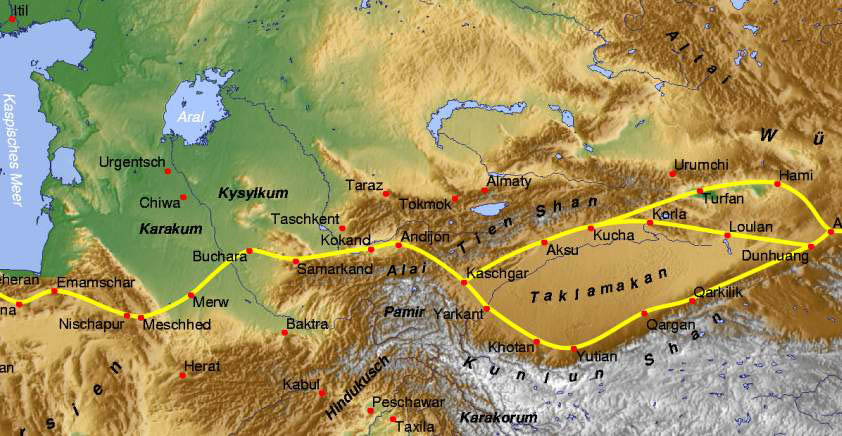
Zentralasien mit Tarimbecken (rechts, um die Taklamakan-Wüste) und dem Verlauf der Seidenstraße (gelb)

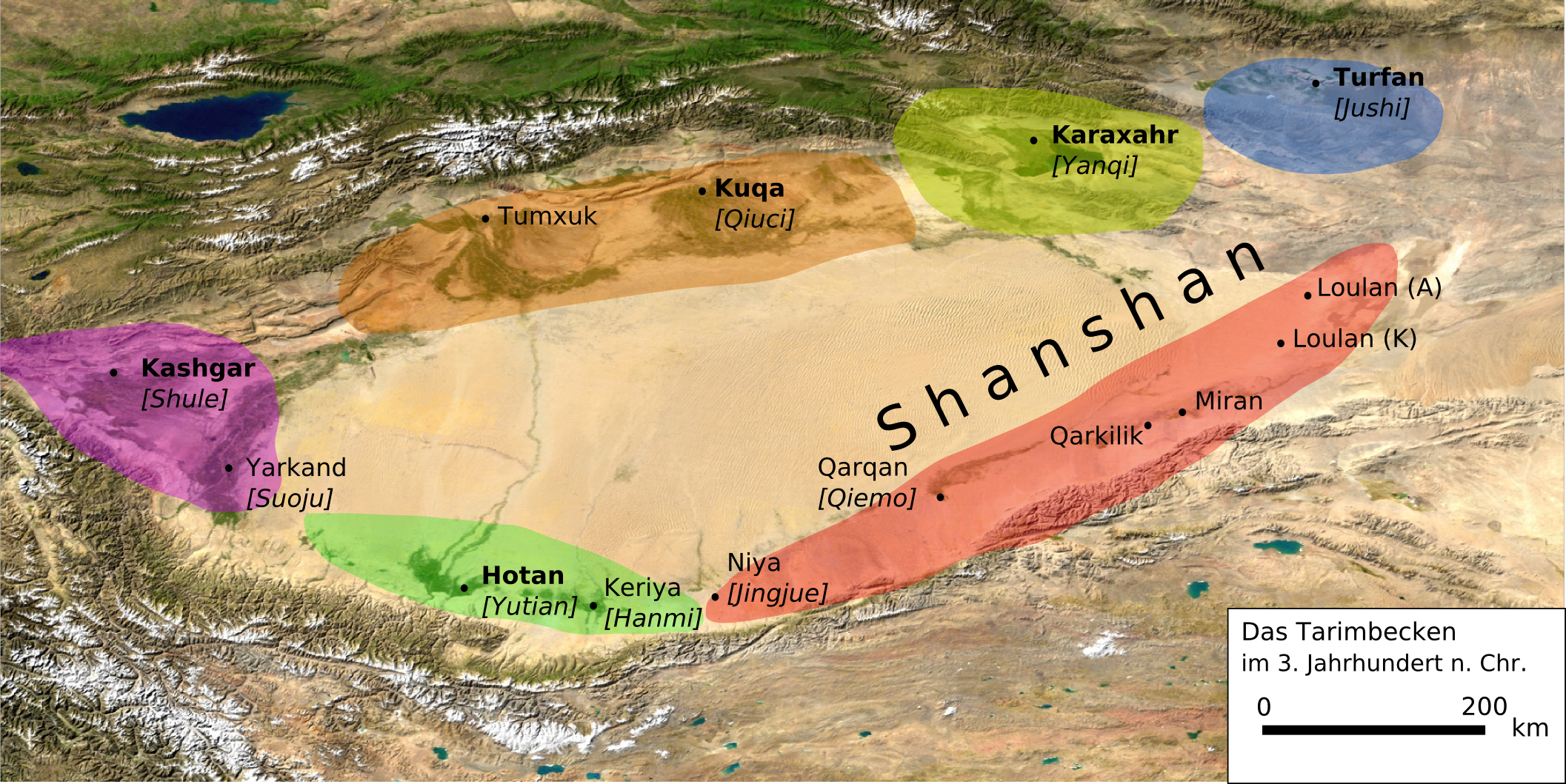
Tarimbecken im 3. Jahrhundert

Der Vorstoß der Chinesen ab 640. Mit den vier Garnisonen von Anxi (rot) und weiteren Städten (schwarz)

Der alte uigurische Name für das Tarimbecken ist 'Altishahr' (آلتی شهر, Алтә-шәһәр, übersetzt: 'Sechs Städte'); dieser Name wurde im 18. und 19. Jahrhundert häufig verwendet. 'Kaschgarien' ist ein weiterer Name des 1514 bis 1680 bestehenden Yarkant-Khanats, das auch Khanat von Kaschgar genannt wird. Auch der Aufständische Jakub Bek wurde ab 1867 'Emir von Kaschgarien' genannt; ein anderer Name für das von ihm beherrschte Land war Jetti-Schahr ('Sieben-Städte-Land').
Zu den bedeutenden archäologischen Funden des Tarimbeckens gehören die sogenannten Tarim-Mumien, die etwa in die Zeit von 2000 v. Chr. bis 800 n. Chr. datieren, deren Erscheinungsbild und Grabbeigaben Verbindungen in den westeurasischen Raum wahrscheinlich machen. Zu den Völkern, mit denen die Mumien in Verbindung gebracht werden, gehören unter anderem die Tocharer, die später zeitweilig in der Region um das Tarimbecken bezeugt sind. Ab dem 7./6. Jahrhundert wurde das Steppenvolk der Saken teilweise im Tarimbecken sesshaft.
Das Becken lag auf der Route der Seidenstraße, die sich hier teilte: Die beiden Zweige führten am nördlichen beziehungsweise südlichen Rand der zentralen, aber unzugänglichen Taklamakan-Wüste entlang. An ihnen entwickelten sich Oasenstädte wie Hotan (Khotan), Kaschgar und Aksu. Weitere Städte sind Korla (Kurla) und Aral; heute zu Ruinenstädten verfallen sind Shorchuk, Niya und Andi’er.
Ab 200 v. Chr. begann ein Klimawandel: Die Flüsse wurden wasserreicher und für die Landwirtschaft verbesserten sich die Voraussetzungen. Es kam zu zahlreichen Stadtgründungen (beispielsweise in Loulan, Miran, Haitou, Yingpan, Merdek und Qakilik); manche Stadt musste aber nach einem erneuten Klimawechsel bis zum 5. Jahrhundert wegen Wassermangels wieder aufgegeben werden.
Im 6. Jahrhundert gerieten die Städte des Tarimbeckens unter die Herrschaft der Hephthaliten, um 630 unter die der westlichen Kök-Türken, ab 635 setzen sich die Tang-Chinesen fest. Sie errichteten das „Generalprotektorat zur Befriedung des Westens“ und die Vier Garnisonen von Anxi.
Bereits 670 erreichten die Tibeter das Tarimbecken und gewannen Einfluss am Südrand; sie hatten insbesondere in Kaschgar bis 728 die Oberhoheit. Der Einfluss der Chinesen ging in dieser Zeit zurück, aber Hotan blieb mit ihnen verbündet. Im Jahr 791 wurden die Chinesen von den Tibetern vollständig vertrieben. Ab 787 gab es zwischen den Tibetern und dem Uigurischen Kaganat zu Auseinandersetzungen um Beiting, Hotan und Turpan. Die Tibeter konnten Hotan behaupten, die Grenze bildete wohl das Gebiet um Turpan. In dieser Zeit standen sich die verbündeten Chinesen und Uiguren den ebenfalls verbündeten Tibetern und Karluken gegenüber.
840 flohen die Uiguren nach der Zerstörung ihres Reiches ins nördlichen Tarim-Becken und gründeten Herrschaften wie den Staat der Gansu-Uiguren, der bis 1030 Bestand hatte, und das Reich von Kocho, das sich im 11. Jahrhundert der vordringenden Karachaniden erwehrte und 1130 unter den Einfluss der vordringenden Kara Kitai geriet.
Nach der Eroberung durch die Mongolen ab 1218 gehörte das Gebiet zum Mongolenreich und nach der Teilung des Mongolischen Reiches 1294 zum Tschagatai-Khanat.
Das islamische Yarkant-Khanat (auch 'Khanat von Yarkand' oder 'Khanat von Kaschgar') wurde 1514 als Nachfolger Östlichen Tschagatai-Khanats gegründet und bestand bis 1680.
Das Tarimbecken wurde vom 1640 entstandenen Dsungarischen Khanat erobert – während dessen Niedergang ab 1745 versuchten die Oasenstädte, ihre Unabhängigkeit zu erlangen und verweigerten auch der Qing-Dynastie eine Tributzahlung, bis sie bis 1758 von den Qing erobert wurden.
Durch Trockenheit war bereits 1921 der See Lop Nor ausgetrocknet. Ab 1949 verstärkten Wasserbauprojekte die Wasserknappheit im Becken, was spätestens ab den 1980er Jahren als Umweltkatastrophe wahrgenommen wurde.

## Wirtschaft
Ungefähr in der Mitte der Taklamakan sind große Erdöl- und Gasvorkommen entdeckt worden. Zu ihrer Erschließung baute man mit Kosten von ca. 10 Millionen € pro Kilometer eine asphaltierte Straße, welche die Wüste von Bügür (Luntai) nach Minfeng (Niya) in Nord-Süd-Richtung vollständig durchquert. Diese Straße ist mit beidseitigen Sanddünenbefestigungen versehen und hat einen eigenen Straßenreinigungsservice.
Oasenwirtschaft besteht im Tarimbecken am Tarim und seinen Zuflüssen sowie am Rand des Beckens.